# Шевчук Василь Йосипович
Васи́ль Йо́сипович Шевчу́к (нар. 1 серпня 1942, c. Іванківці) — прозаїк, поет-пісняр, казкар, публіцист. Член Національної спілки письменників України (2004).

## Біографія
Народився 1 серпня 1942 року в с. Іванківці Тиврівського району на Вінниччині. За фахом — агроном, народний цілитель, магістр народної медицини, травознай.

Закінчив з відзнакою Жмеринське залізничне училище (1961) та Уманський сільгоспінститут (1969). Працював агрономом-садівником на Дніпропетровщині, згодом — у с. Лука-Мелешківська під Вінницею. Був товарознавцем з лікарських рослин «Укркоопзовнішторгконтори» та Облспоживспілки по Вінницькій області (1979–1996), держінспектором Вінницької екологічної інспекції (1996–1999), обласної Ради охорони природи (з 1999 р.).

З 2010 року заступник голови президії Вінницької міської організації товариства охорони природи, а з 2016 року - голова.

## Творчість
Видав книги з народної медицини, що містять багато міфів, легенд, бувальщин, пов'язаних із дивосвітом природи : 

- Зелений дивосвіт Поділля : розповіді травознавця. — Одеса: Маяк, 1989. — 224 с. — ISBN 5-7760-0134-Х;
- Люби мене, не покинь (Розповіді про цілюще зілля) : газета "Зелений світ" — Київ. — 1992. — 32 с.;
- Трава-заступниця : поради народного цілителя відомого в республіці травозная про лікарські рослини. — Вінниця. — 1992. — Бібліогр.;
- Плакун-трава : казки, легенди, бувальщини / Худ. В. Петренко. — Вінниця: Ред.-видав. відділ облуправ. по пресі, 1994. — 72 с.;
- Зацвіли під вікном орхідеї : (посібник для вчителів біології і природознавства) розповіді відомого травозная. — Київ — Рідна школа — книжка в журналі — № 5-6, 1996. — 25—56 с.;
- Зелений дивосвіт Поділля : розповіді та поради травозная. — Вид. 2-е доп. — Вінниця: ДП ДКФ, 1997. — 276 с. — ISBN 966-7151-05-Х;
- Чар-зілля (Таємниці зеленого дива: розповіді поради та секрети травозная) . — Вінниця: Державна картографічна фабрика, 1998. — 400 с. — ISBN 966-7151-17-4;
- Із щоденника сивого травозная . — Полтава: Дивосвіт, 2010. — 184 с. — Бібліогр. — ISBN 978-966-8036-52-1;
- Казки, легенди, бувальщини . — Вінниця: Едельвейс і К, 2013. — 168 с. : іл. — ISBN 978-966-2462-85-2.

Кілька книжок були доповнені, перекладені російською мовою і видані під назвами:

- Путешествие в тайну . — 1995.;
- Одолень-трава : рассказы и секреты травозная. — Винница: Виноблтипография, 1998. — 223 с. : ил. — ISBN 966-7151-05-Х;
- Зелье от ста недугов : рассказы и секреты травозная . — Винница: Виноблтипография, 2000. — 368 с. : ил. — ISBN 966-621-020-7;
- Из дневника седого травозная . — 2-е изд., доп. — Винница: Эдельвейс и К, 2011. — 208 с. : фот., ил. — Библиогр.

Автор оригінальних поетичних книг та збірок пісень:

- Там, де цвітуть орхідеї : вірші, пісні. — Вінниця: Ред.-видав. відділ облуправління по пресі, 1991. — ISBN 5-7707-2081-6;
- Коли падають зорі : вірші — Вінниця. — 1993. — 59 с. : портр.;
- Пісня моя журавлина : зб. пісень з нотами / Фотохудож. В. Очеретний; худож. В. Петренко. — Вінниця: Наш час, 1994. — 104 с. : іл.;
- Сальвія : збірник пісень. — Вінниця: ДП ДКФ, 2006. — 88 с. — ISBN 966-7151-82-4;
- Живиця : збірка пісень з нотами / Композитор Л. Баб'як. — 1996;
- Грай, моя бандуро, грай : збірка пісень у супроводі бандури / Композитор Л. Баб'як. — Вінниця. — 2007.

Назбирав і упорядкував збірки перлин народної мудрості:

- Подорож у таємницю : школа народного цілителя. — Вінниця: Ред.-видав. відділ облуправління по пресі, 1992. — 80 с.;
- Таємниці поруч : неймовірна реальність, невигадані історії / Вид. 1-е. — 2003; Вид. 2-е. — 2009; Вид. 3-є, доп. — Вінниця: Едельвейс і К, 2011. — 208 с. : іл. — ISBN 978-966-24-62-27-2.
- З погляду прожитого і пережитого . — Вінниця: Едельвейс і К, 2017. — 134 с., Едельвейс і К, 2017. — 140 с.

|                                                   | Ми високо цінуємо його поетичний талант і творчий доробок, який гідно збагатив скарбницю національної та світової літератури. Адже його творчість знайшла своїх прихильників не лише в Україні, а вийшла на міжнародний рівень та стала популярна у багатьох країнах Світу… Це не просто письменник, його твори зцілюють і тіло, і душу. |
| — Наталія Гетце, депутат Вінницької обласної ради | |

Автор понад 50 пісень, написаних у співавторстві із Заслуженим діячем культури Росії Анатолієм Колотієм, подільськими композиторами — Віктором Саківським, Андрієм Павлусенком, Дмитром Шевчуком та  композитором із м. Трускавця ("Дитяча школа мистецтв") Лесею Баб'як.

## Нагороди
- Стипендіат Вінницької обласної ради та облдержадміністрації (2011)[5]
- Літературно-мистецька премія «Кришталева вишня» (2013)[6]
- Почесний член Українського товариства охорони природи (2017)
- Літературна премія імені Михайла Стельмаха журналу «Вінницький край» (2019)[7]